# Piramidón (centro de arte)
Piramidón es un centro de arte contemporáneo privado ubicado en Sant Martí, Barcelona, España. Fue fundado en 1990. Está ubicado en Sant Martí, en un rascacielos de 16 pisos donde funciona como taller de artistas y espacio de difusión del arte contemporáneo en Barcelona, también como espacio para el desarrollo de trabajos e investigaciones artísticas. Más de 3000 obras de artistas nacionales e internacionales reposan en Piramidón, al que se le considera un referente cultural en Barcelona.

## Historia
La torre donde se encuentra ubicado Piramidón fue construida durante el franquismo, en 1971, como un edificio residencial destinado a obreros y trabajadores que llegaban en masa a Barcelona. Para mediados de la década de 1980, el edificio quedó en desuso y abandonado, sin embargo, en los años 1990 Isidre Bohigas (presidente de Piramidón) y otros asesores propusieron convertirlo en un moderno centro de arte contemporáneo y cuya finalidad fuera «apoyar y ayudar a los artistas». El edificio se asemeja a las cajas en donde se envasaba un fármaco muy popular y utilizado en la década de 1960 (que posteriormente fue retirado del mercado por sus efectos cancerígenos). Se cree que de allí proviene el nombre de "Piramidón".

## Exposición y talleres de artistas

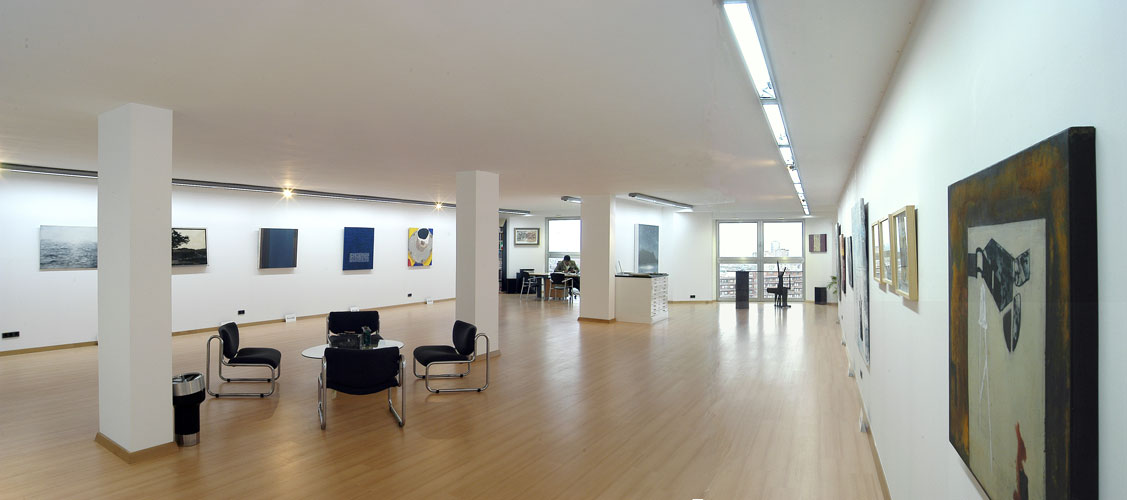
Vista de la sala de exposiciones

Piramidón cuenta con una superficie cercana a los 2000 metros cuadrados, donde se instalan permanentemente artistas nacionales e internacionales. Este centro de arte ofrece sus instalaciones para el desarrollo de actividades artísticas a cambio de obras. Uno de los objetivos principales de Piramidón es la aceptación del público en general, además de la promoción y consolidación de artistas locales, nacionales y extranjeros.
«Es un combinado entre galería de arte y fábrica de creación», además se organizan eventos y jornadas culturales, se trabaja en la «producción artística contemporánea en sus distintos lenguajes» y sirve como sirve como un escenario para la difusión, exhibición y venta de obras de arte. Cuenta con 18 estudios de los cuales 16 son destinados a artistas residentes y el restante a no residentes en Barcelona durante un período de 3 a 6 meses. El centro también es el punto de encuentro de artistas, críticos, agentes culturales y otros profesionales y el «espacio de acogida de diferentes disciplinas artísticas».

## Colección
En este centro de arte reposan aproximadamente 3000 obras de arte de artistas nacionales e internacionales, entre ellos del español Carlos Pazos, ganador del Premio Nacional de Artes plásticas en la edición de 2004, el mexicano Gino Rubert, el uruguayo Yamandú Canosa y demás.